# ییرژی استراخ
ییرژی استراخ (چکی: Jiří Strach؛ زادهٔ ۲۹ اکتبر ۱۹۷۳) یک کارگردان فیلم، بازیگر و فیلم‌نامه‌نویس اهل جمهوری چک است. وی دانش‌آموختۀ دانشکده سینما و تلویزیون آکادمی هنرهای نمایشی پراگ و عضوی از فرقۀ دومینیکن‌ها است.

از فیلم‌ها یا مجموعه‌های تلویزیونی که وی در آن‌ها نقش داشته‌است، می‌توان به عملیات سیلور اِی، رؤیاهای ممنوعه و خیابان اشاره نمود.